# アメリカン・インターナショナル航空808便墜落事故
アメリカン・インターナショナル航空808便墜落事故（アメリカン・インターナショナルこうくう808びんついらくじこ）は、1993年8月18日に発生した航空事故である。チェンバーズ海軍基地発リーワード・ポイント飛行場行きだったアメリカン・インターナショナル航空808便（ダグラス DC-8-61F）が、リーワード・ポイント飛行場への最終進入中に失速し墜落した。機体は大破し、乗員3人は重傷を負ったが全員生還した。

## 飛行の詳細

### 事故機

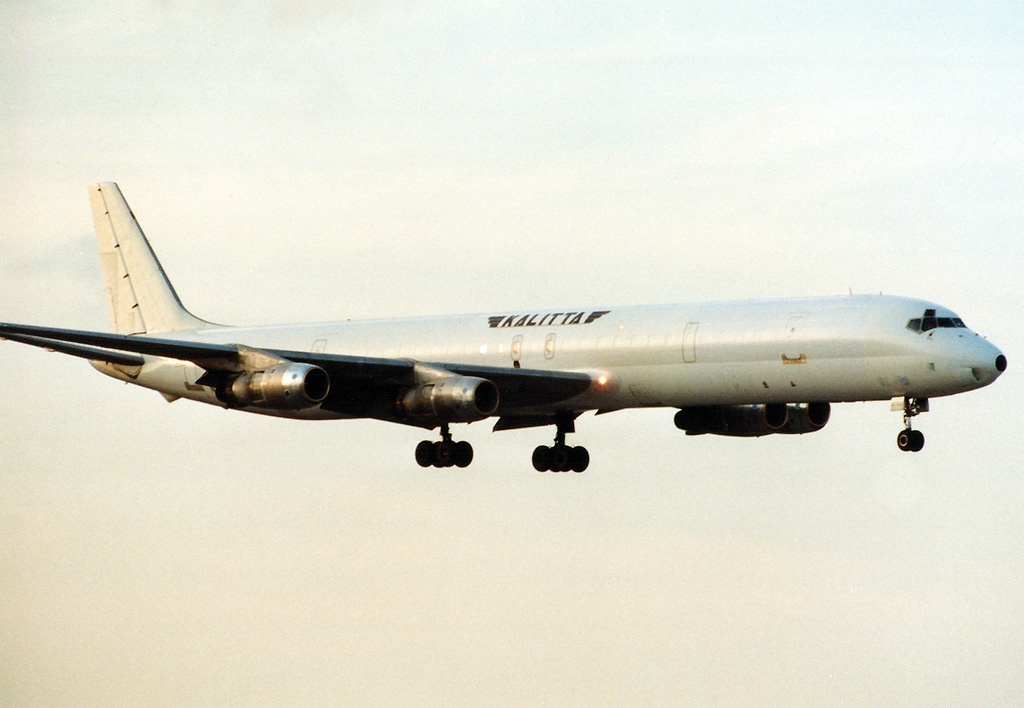
1992年12月に撮影された事故機

事故機のダグラス DC-8-61Fは、1969年に初飛行を行い、1970年に日本航空にJA8042として納入された。その後、複数の航空会社を経て1991年からアメリカン・インターナショナル航空がN25UAとして保有し、1993年5月にN814CKへ機体記号を変更していた。総飛行時間は43,947時間で、18,829サイクルを経験していた。
なお、この事故機は日本航空在籍中の1984年7月10日に、マニラ発名古屋経由成田行きJL744便として飛行中に、マニラ国際空港北東約425kmにおいてタービランスに遭遇し、乗客9名、客室乗務員5名が負傷する重大インシデントを起こしていた。

### 乗員
機長は58歳の男性で、1991年2月11日に入社した。総飛行時間は20,727時間で、DC-8では1,527時間の経験があった。DC-8以外に、マクドネル・ダグラス DC-9、ボーイング727での操縦資格があった。
副操縦士は49歳の男性で、1992年11月3日に入社した。総飛行時間は15,350時間で、DC-8では492時間の経験があった。DC-8以外に、マクドネル・ダグラス DC-9とリアジェットでの操縦資格があった。
航空機関士は35歳の男性で、1991年2月11日に入社した。総飛行時間は5,085時間で、DC-8では1,085時間の経験があった。以前務めていた航空会社では、ダグラス DC-6に乗務していた。

## 事故の経緯

### 事故前夜の飛行
事故前日の8月17日深夜、乗員3人はダラス・フォートワース国際空港を離陸し、セントルイス・ランバート国際空港とウィロー・ラン空港を経由してハーツフィールド・ジャクソン・アトランタ国際空港へ向かった。当初、808便は別の乗員によってマイアミ国際空港から運航される予定だった。しかし、使用機材のN808CKがトラブルにより使用不能となったため事故機の乗員が急遽、N814CKによって808便を運航することとなった。パイロットたちはアトランタを出発し、チェンバーズ海軍基地で貨物を積載し、リーワード・ポイント飛行場へ向うこととなった。

### 事故の経緯

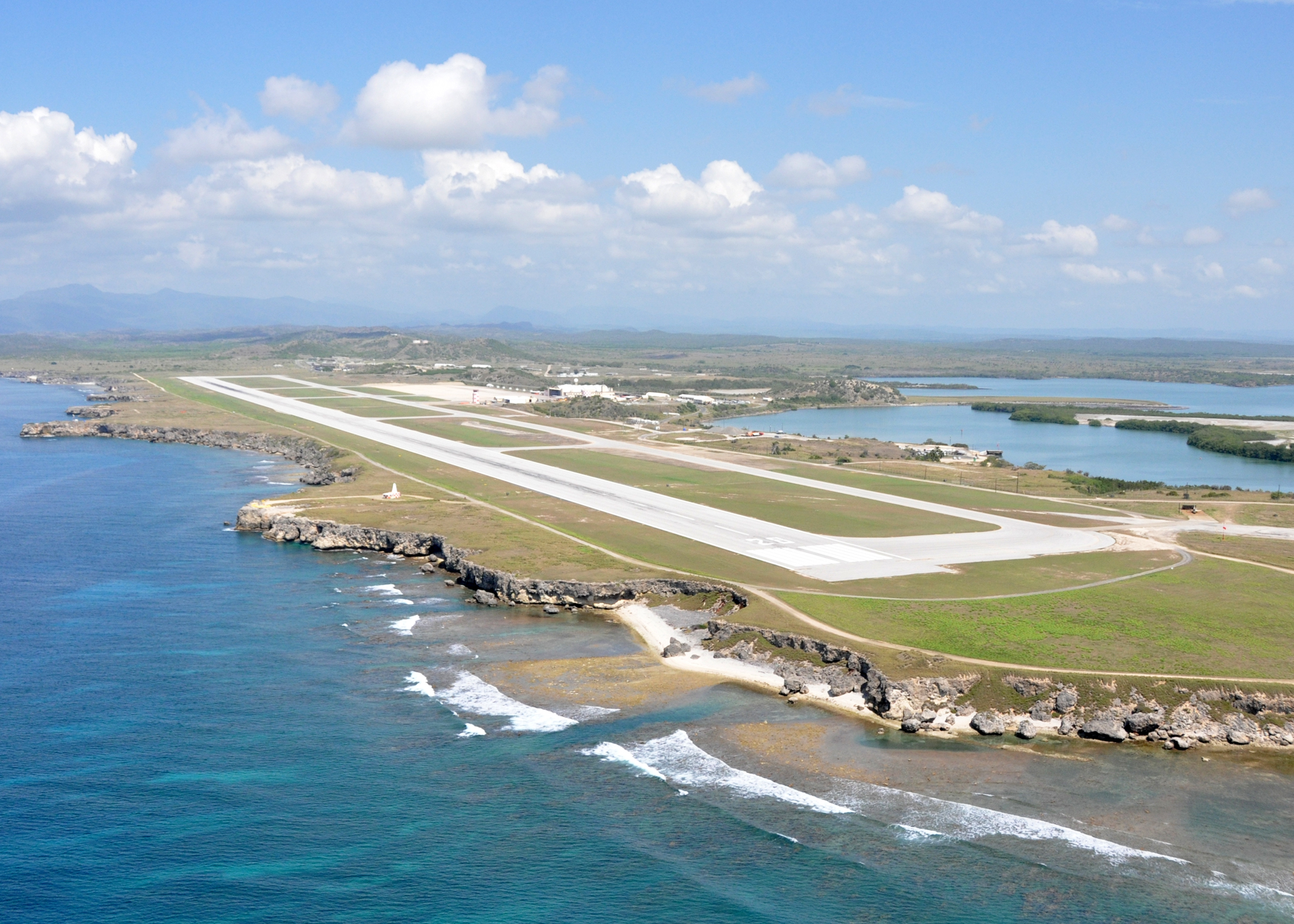
リーワード・ポイント飛行場の写真、手前が滑走路28で奥が滑走路10

EST14時13分、808便はノーフォークを離陸した。16時34分、32,000フィート (9,800 m)から降下を開始し、グァンタナモ管制と交信を行った。パイロットは当初、滑走路28への着陸を予定していたが、16時42分に滑走路10への着陸進入を要求した。16時46分に管制官は着陸許可を出し、風は200度から7ノット (13 km/h)と報告した。

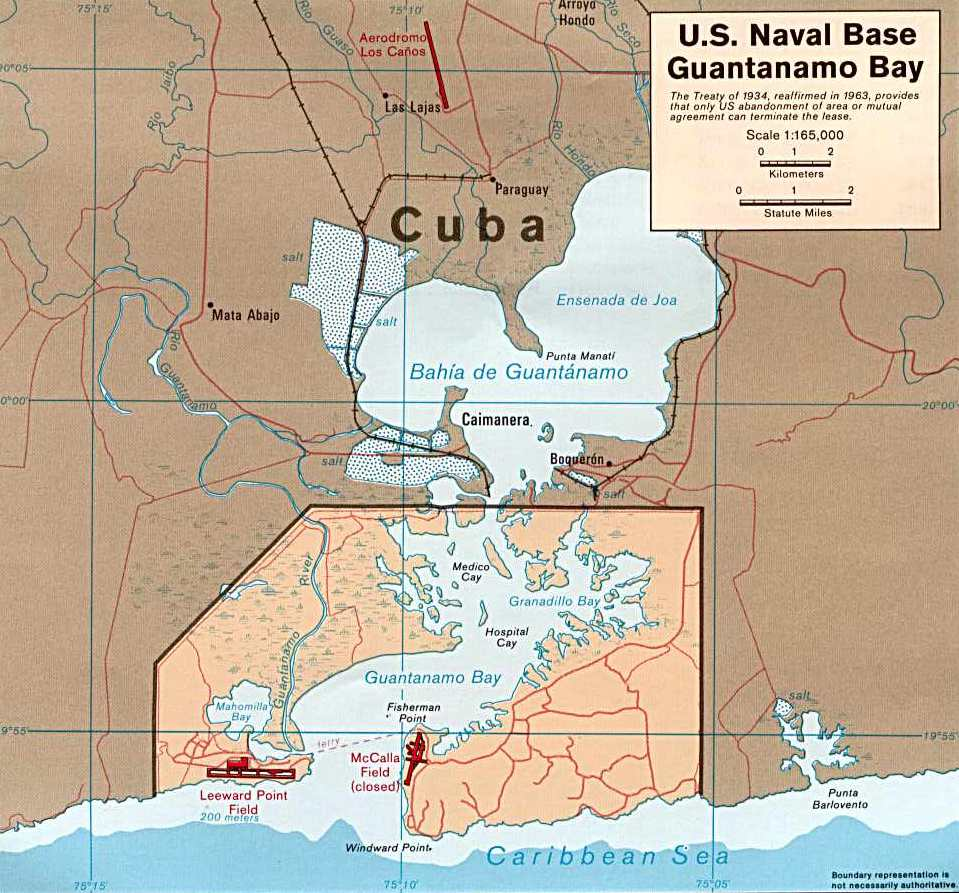
グァンタナモ湾の地図、区切られた地域が米軍基地で左下側に記載されているのがリーワード・ポイント飛行場

滑走路10の末端は、海兵隊の警備隊塔のストロボライトによって決められており、キューバの国境から0.75マイル東に位置していた。しかし事故当日、ストロボライトは機能しておらず、この事は管制官もパイロットも認識していなかった。808便は、南から進入し滑走路10に正対するため、右旋回を行った。しかし、旋回開始のタイミングが遅れたため急角度での旋回を行わなければ滑走路に正対できなかった。808便の最終進入は空港のランプにいたC-130のパイロットによって目撃されていた。C-130のパイロットは、808便が30-40度で旋回を行っており、最終的に60度近く傾いたため、とても驚いたと証言した。300フィート (91 m)～200フィート (61 m)で、主翼が揺れ始め、機首が上がった。そのため、右翼が失速し、機体は90度近く傾いた。16時56分、808便は滑走路10から1,400フィート (430 m)西の地点に墜落した。
墜落により機体は大破し、衝撃により火災が発生した。コックピットの残骸は胴体部の残骸から離れた位置にあり、乗員3人は重傷をおっていたものの全員生還した。また、乗員を病院に輸送するため、救援機がキューバ空域を飛行する許可が特別に発行された。

## 事故調査
深夜から勤務を続けていた機長は23.5時間、副操縦士は19時間、航空機関士は21時間の間睡眠をとっていなかった。墜落前の72時間の睡眠について調べると、3人とも長時間の勤務により大きな睡眠負債を抱えていた。また、勤務のほとんどが夜間に行われていたため、概日リズムも崩れていた。これらはパイロットの操縦能力に大きく影響した。特に機長は判断力やコミュニケーション力の低下などに陥っており、失速時の反応時間も遅かった。
NTSBは推定原因として、パイロットの疲労を挙げた。疲労により、パイロットの意思決定能力や判断力、飛行能力が低下した。そのため、最終進入中に状況認識を失い、急速な旋回を行った。さらに、パイロットは対気速度の低下に気付かず、適切な回復操作も行うことができなかった。
また、要因としてアメリカン・インターナショナル航空が行っていたリーワード・ポイント飛行場のような特殊な空港への進入を想定した訓練や指導が不適当だったことが挙げられた。さらに、ストロボライトが作動していないことを伝える仕組みが海軍になかったことも指摘された。

## 映像化
- メーデー!:航空機事故の真実と真相 第17シーズン第4話「Borderline Tactics」